# Folkomröstningen i Norge om unionsupplösning 1905

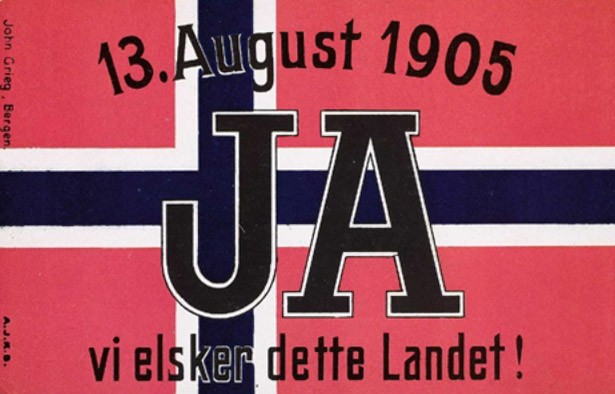
Vykort som uppmanade till att rösta för upplösning av unionen.

Folkomröstningen i Norge om unionsupplösning 1905 hölls den 13 augusti 1905.
Deltagarna fick välja (bara män fick rösta) om man ville "upplösa unionen med Sverige", den redan beslutade uplösningen av unionen («den stedfundne Opløsning af Unionen»). Orden i frågan var man noga med, då Norges Storting ansåg att unionen hade upphört eftersom kung Oscar II inte längre var norsk kung, men den svenska staten ansåg att den bara kunde upplösas ömsesidigt.
Norges parlament beslutade om folkomröstningen 28 juli 1905 för att förekomma ett svenskt krav som väntades den 29 juli.
Totalt röstade 368 392 för upplösning och 184 mot (av det totala antalet röster var det alltså ganska exakt en halv promille, som röstade för att unionen skulle bibehållas, medan övriga 99,95% röstade för upplösning). 85,4% deltog. Även om kvinnorna inte fick rösta, genomförde norska suffragetter en kampanj för att upplösa unionen som inom två veckor samlade inte mindre än 244 765 namnunderskrifter.
Folkomröstningen följdes av Karlstadskonferensen.